# Reichstag zu Worms (776)
Der Reichstag zu Worms im Jahr 776 war eine Reichsversammlung in Worms unter König Karl (dem Großen).

## Ereignisse
Der Reichstag fand im Sommer 776 statt und dauerte wohl nur kurz: König Karl befand sich auf dem Rückweg aus Norditalien, wo er im Frühjahr gegen den rebellierenden Langobarden-Herzog Hrodgaud kämpfte, ihn aber schnell besiegte. Er machte sich sofort auf den Rückweg, denn es erreichte ihn die Nachricht, dass nun die Sachsen in einen Aufstand getreten waren. Unterwegs von Italien nach Sachsen hielt er einen Reichstag in Worms, der wohl vor allem dazu diente, die Gefolgschaft für den Krieg gegen die Sachsen zu organisieren. Als das erledigt war, zog er sofort weiter in den Krieg mit den Sachsen. Tagungsort in Worms dürfte die Pfalz Worms gewesen sein.